# Jerzy Husar
Jerzy Husar, auch Jerry Husar genannt, (* 12. Dezember 1943 in Lemberg, Generalgouvernement; † 24. Dezember 2020 in Zug) war ein polnischer Komponist und Pianist.

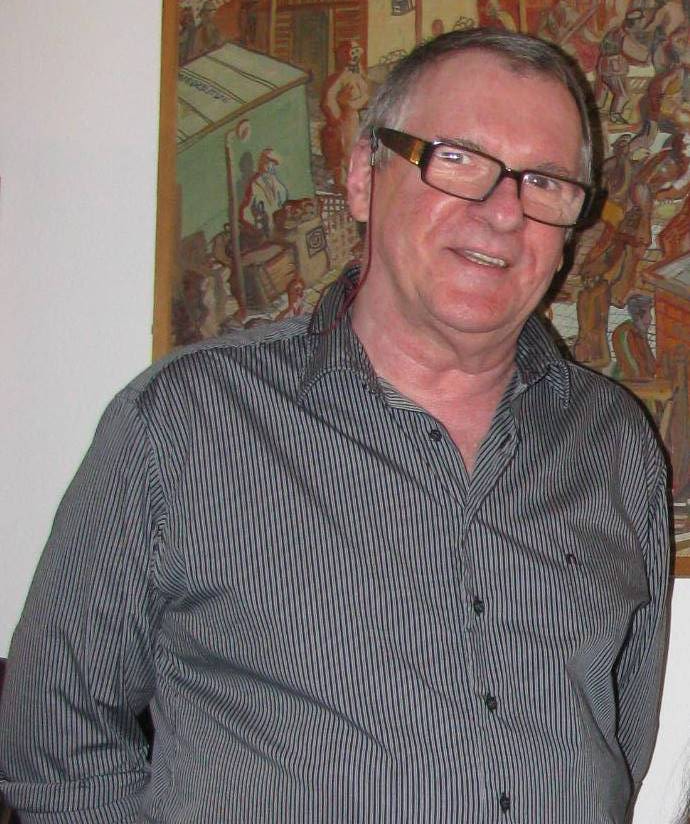
Jerzy Husar (2014)

## Leben und Wirken
Ab dem fünften Lebensjahr erhielt Husar Klavierunterricht. Da er als musikalisches Wunderkind galt, erhielt er 1954 erste Fernsehauftritte. Nach der Musikmatura mit Auszeichnung studierte er an der Musikakademie Kattowitz und der Musikakademie Warschau in den Klassen Komposition, Theorie und Klavier.
Anschließend war er als Mitarbeiter beim polnischen Rundfunk und Fernsehen als Komponist, Arrangeur und Orchesterleiter tätig. Er leitete zudem eine eigene Jazz-Gruppe. Wegen der einfacheren und internationalen Aussprache legte er sich den Künstlernamen Jerry zu.
Seit 1970 lebt er in der Schweiz, wo es zur Zusammenarbeit mit der DRS Big Band unter Hans Möckel kam und er Kompositionen und Arrangements für Katja Ebstein schrieb und einspielte. Weiterhin trat er als Solo-Pianist bei den Schlosskonzerten in Thun auf und leitete den Krakowiak-Chor. Er spielte mit der schweizerischen Jazz-Formation Lake City Stompers als Arrangeur, Pianist und Solo-Trompeter. Außerdem kam es zur Zusammenarbeit mit der Zeitschrift und dem Studio „Musikszene“ in Dietikon. Er war auch als Komponist und Arrangeur tätig.

### Tourneen
Husar unternahm eine viermonatige Konzerttournee durch die USA als Solo-Pianist und spielte „Jazz-Paraphrasen“ über Themen von Werken von Sergei Prokofiev. Konzerte spielte er in Finnland, Frankreich, Deutschland, Österreich und in der Schweiz und war drei Wochen auf USA-Tournee mit den Lake City Stompers (u. a. Aufnahme einer neuen CD).

### Musikschule
1991 gründete Husar mit seiner Frau Maria Husar in Zug das Musikseminar Husar, Schule für Musik und Schauspiel. 1999 erfolgte die Eröffnung einer weiteren Schule in Luzern. Er unterrichtete selbst Komposition, Musiktheorie und Solo-Klavier. Für begabte Interpreten der Klavier- und Gesangsklasse schrieb er Arrangements und auf sie zugeschnittene Kompositionen.

## Kompositionen
- Filmmusik und Aufnahmen zur Videoproduktion „Zyklus 10 moderner Kindermärchen“.
- Theatermusik zu Texten von Fridolin Tschudi.
- Albert Ehrismanns, Literarischem Kabarett: „Mich wundert, dass ich fröhlich bin“.
- Heinrich Heine – „Trommle die Leute aus dem Schlaf“.
- Vertonung von Erich Kästners „Die 13 Monate“ (Schüler-Aufführung 2002 Opernhaus Wuppertal) und anderen Gedichten „Aus der Lyrischen Hausapotheke“.
- Kompositionen zu Texten der schweizerischen Dichter Lore Vogler, Werner Renfer, Gilbert Troillet.
- Trommle die Leute aus dem Schlaf nach Heinrich Heine (1975 Theater Stok, Zürich)
- Musik zu Gedichten von Czesław Miłosz.
- Vertonung von 50 Gedichten von Silja Walter, darunter das lyrische Musical „Liebe in Pastell“ (Uraufführung 1998 im „Theater Stok“ in Zürich) und das Singspiel „Das Mädchen Ruth“ (Uraufführung 2001 am Festival YAM im Theater „Go“ in Warschau).
- Migelchen und die Wunderkugel Musiktheaterstück nach dem Märchen Frau Holle der Gebrüder Grimm.
- Musen Arena (Uraufführung am 23. Oktober 2010 in Luzern).

## Diskographie (Auswahl)
- Krakowiak Chor – Jenseits der Elbe (Telefunken)
- Lake City Stompers – Halle Hallelujah 1998 (Phonoplay)